# Domenico Schiattarella
Domenico Schiattarella, surnommé Mimmo, né le 17 novembre 1967 à Milan, est un ancien pilote automobile italien.

## Biographie
Ayant remporté successivement, les championnats italiens de Formule 4, en 1986, et Formule Ford 2000, en 1987, Mimmo s'engage dans le championnat italien de Formule 3 dans lequel il court quatre années. Il finit second en 1991.
En 1993, il obtient le titre de Rookie de l'année en Formule Toyota Atlantique.
En 1994, il saisit l'occasion de courir en F1 avec l'écurie Simtek, en proie à des difficultés financières, et court lors des deux derniers Grands Prix de la saison. L'année suivante, il termine 9e, et dernier, du Grand Prix d'Argentine. Cependant, l'écurie Simtek ne trouve rapidement plus de finance et se retire de la compétition avant le Grand Prix de Monaco. C'est la fin de la carrière de Mimmo en F1.
Il continue sa carrière aux États-Unis en CART, s'engage en FIA GT, en American Le Mans Series et Grand-Am. Il participe deux fois aux 24 heures du Mans, qu'il termine sixième en 1999, au volant d'une Courage C52-Nissan de l'équipe Courage Compétition.

## Résultats en championnat du monde de Formule 1
| Saison | Écurie          | Châssis | Moteur  | Pneus    | GP disputés | Points inscrits | Classement |
| ------ | --------------- | ------- | ------- | -------- | ----------- | --------------- | ---------- |
| 1994   | MTV Simtek Ford | S941    | Ford V8 | Goodyear | 2           | 0               | n.c.       |
| 1995   | MTV Simtek Ford | S951    | Ford V8 | Goodyear | 5           | 0               | n.c.       |